# Aimé Césaire (stanice metra v Paříži)
Aimé Césaire je stanice pařížského metra na lince 12. Prostor stanice se nachází severně od Paříže ve městě Aubervilliers na křižovatce ulic Avenue Victor Hugo a Boulevard Félix Faure poblíž vodního kanálu. Stanice je umístěna v podzemí mezi stanicí Front Populaire zprovozněnou v roce 2012, a stanicí Mairie d'Aubervilliers, která byla otevřena v roce 2022.

## Název
V původním projektu se stanice jmenovala Pont de Stains podle názvu nedalekého mostu, který vede přes Canal Saint-Denis. Po smrti martinického básníka a politika Aimé Césaira v roce 2008 navrhl starosta města Drancy pojmenovat současnou stanici Front populaire na jeho počest. Společnost RATP však vyžaduje, aby hodonyma stanic vycházela z pomístních názvů. Stanice získala nový název Aimé Césaire, když byl 6. července 2008 pojmenován přilehlý park Aimé Césaira.

## Zajímavosti v okolí
- Canal Saint-Denis

## Galerie

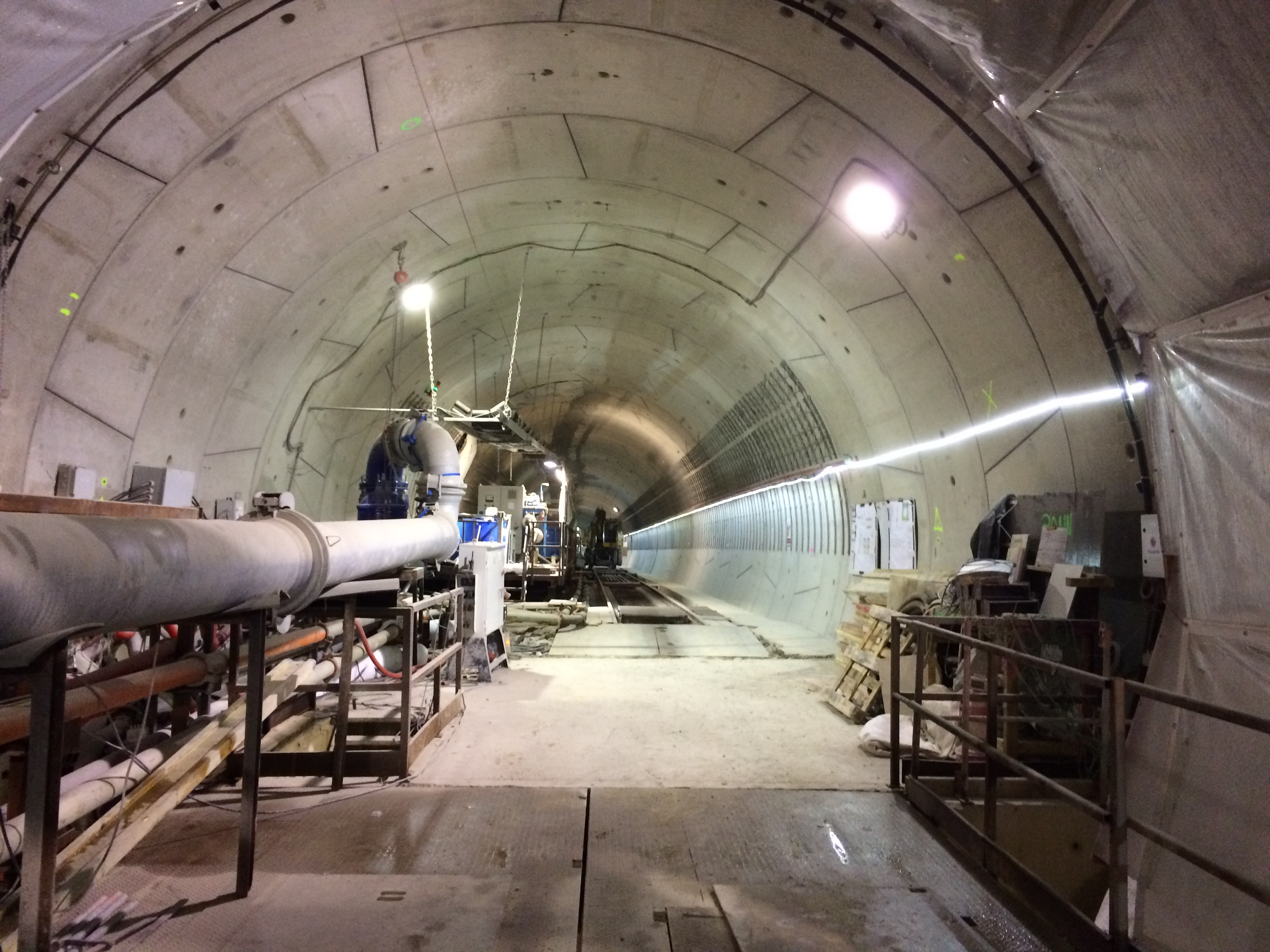
Tunel navazujícího úseku během výstavby
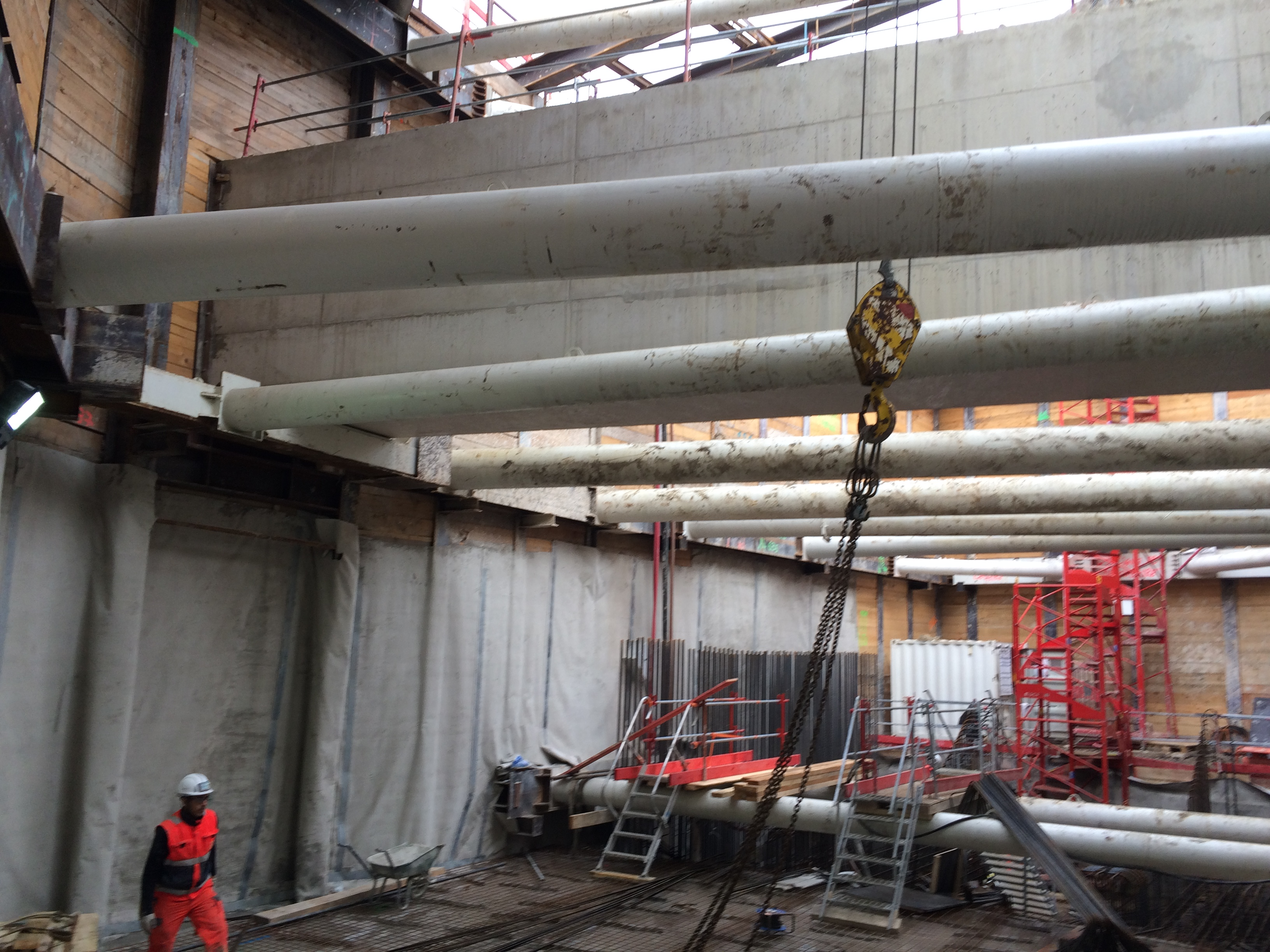
Výstavba stropní desky stanice
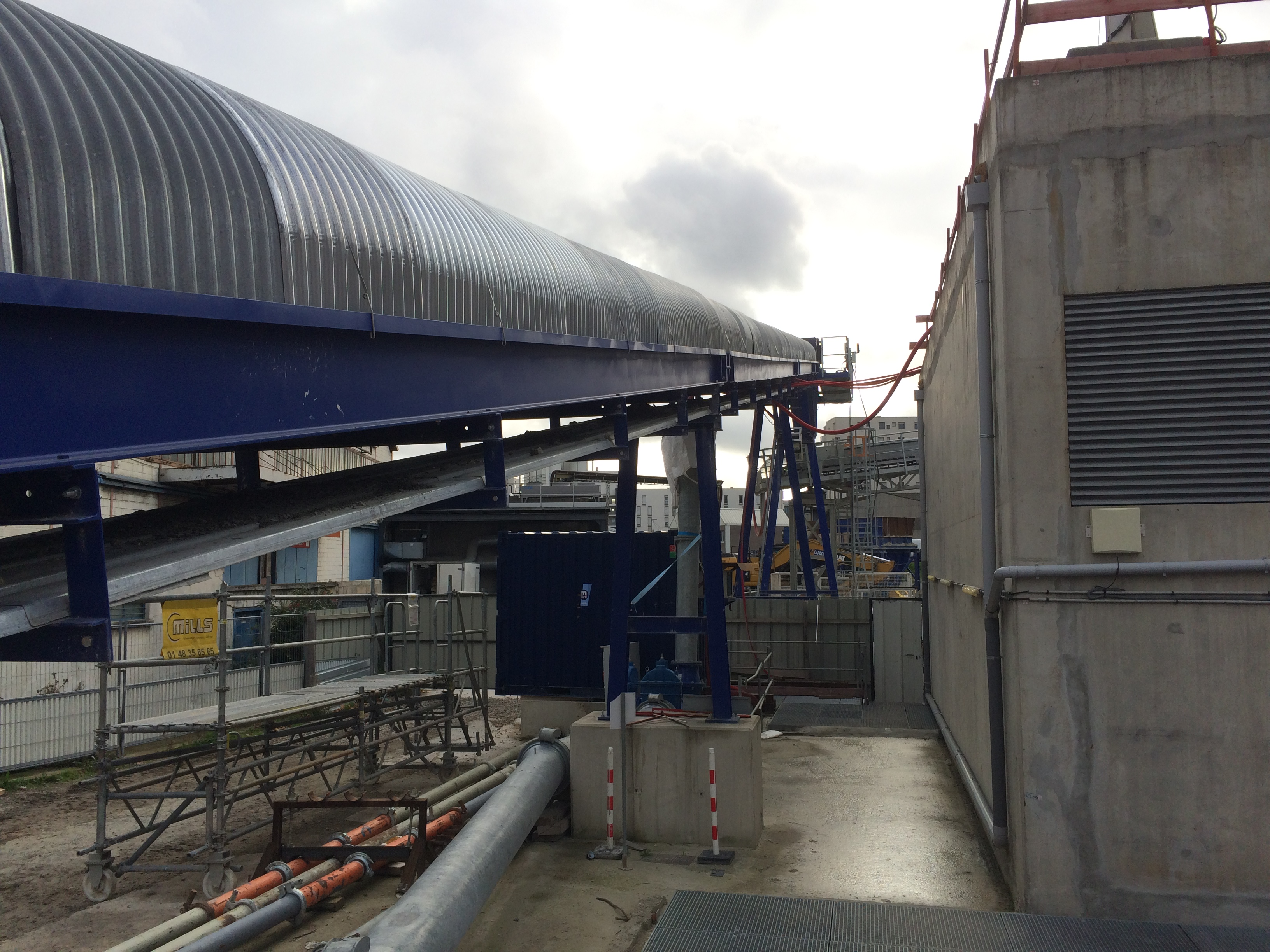
Dopravník nad budoucí stanicí
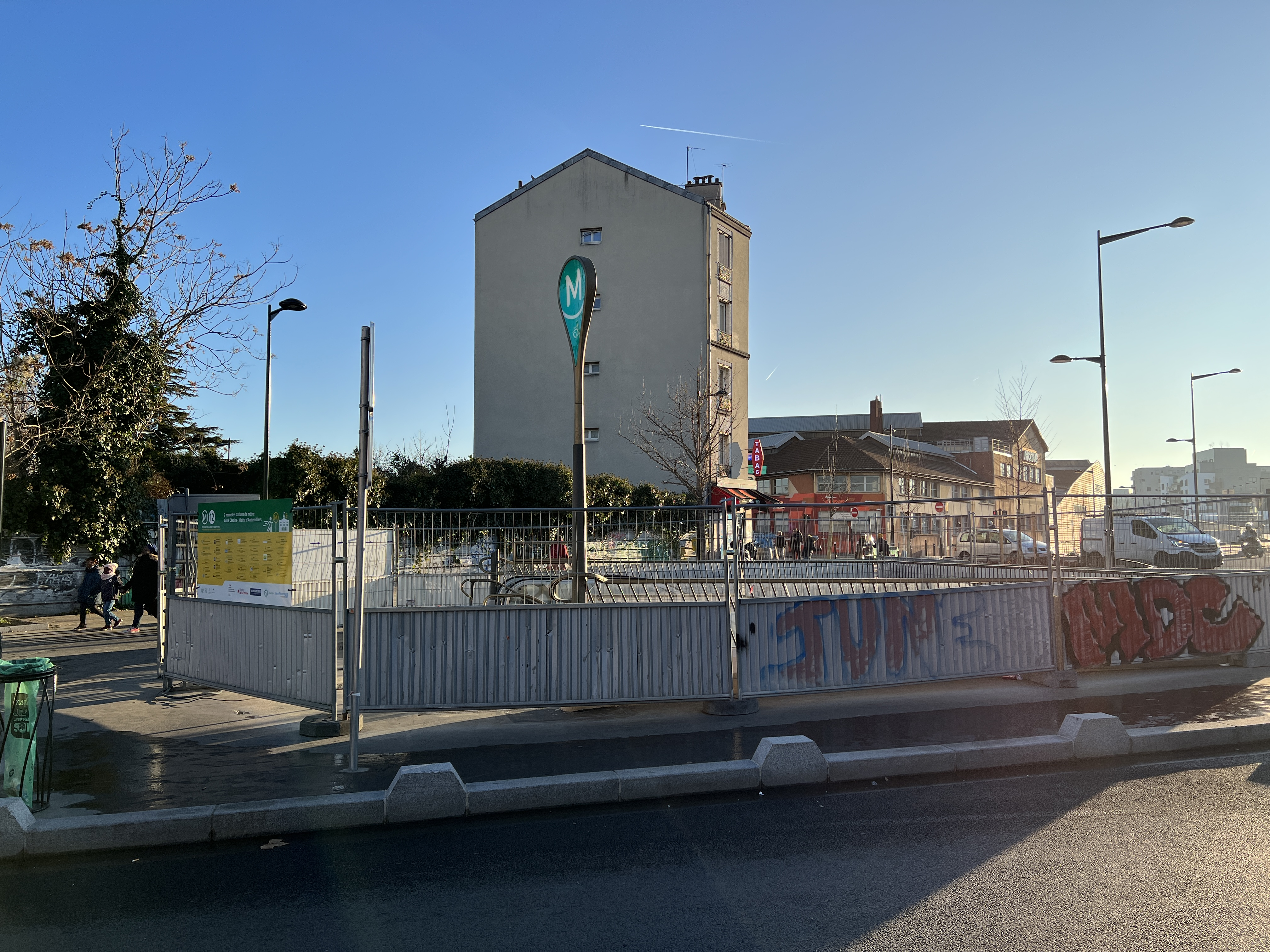
Vstup do stanice